# Marlborough Road (London Underground)

Übersicht der geschlossenen Stationen zwischen Baker Street und Finchley Road

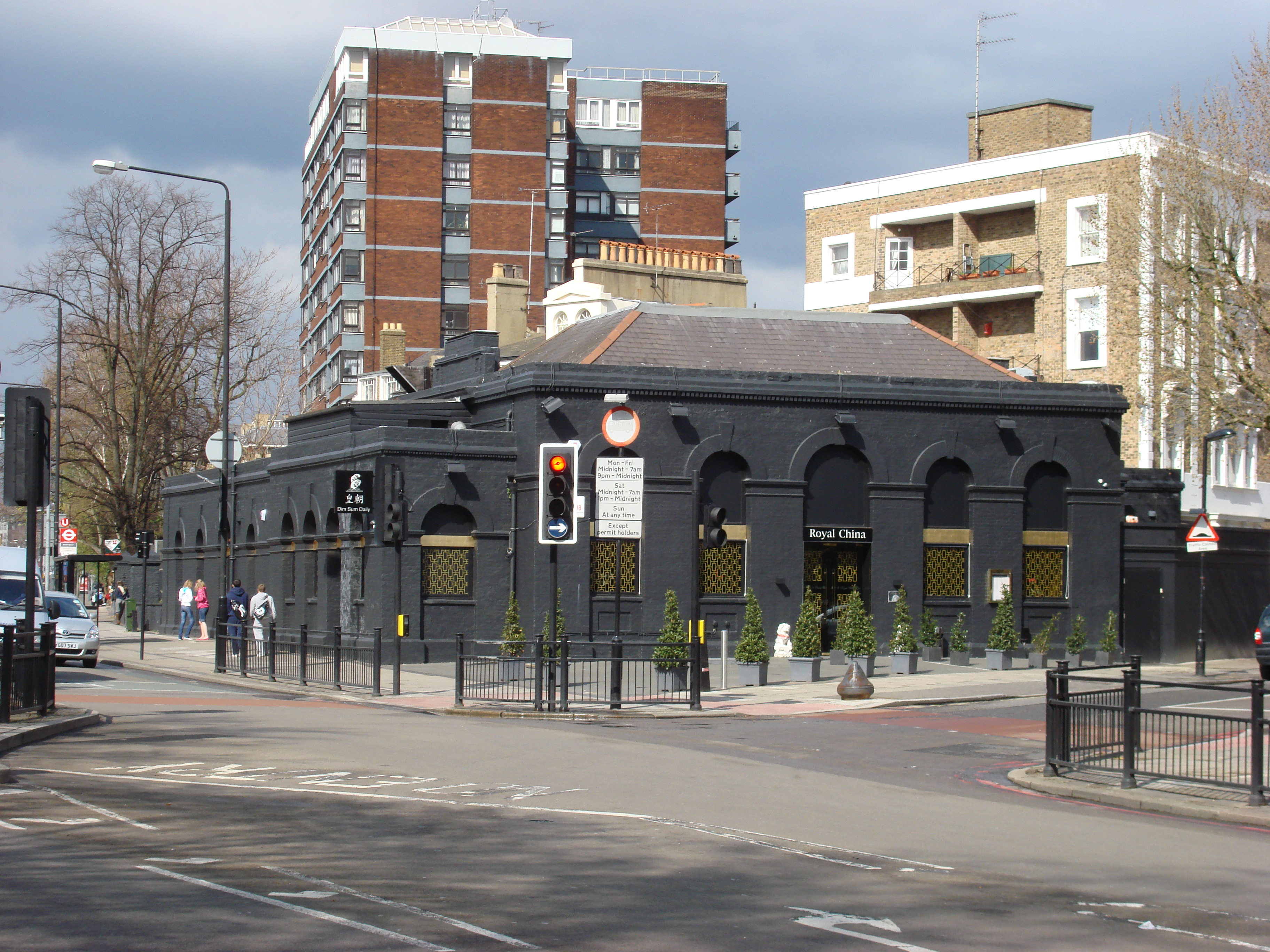
Das ehemalige Stationsgebäude wird heute als Restaurant genutzt

Marlborough Road ist eine geschlossene Station der London Underground an der Metropolitan Line. Sie gehört zu einer Gruppe dreier stillgelegter Stationen, die zwischen den heutigen Stationen Baker Street und Finchley Road lagen. Die beiden anderen sind Lord’s und Swiss Cottage (nicht zu verwechseln mit der gleichnamigen Station der heutigen Jubilee Line).
Die Eröffnung der Station fand im Rahmen der Streckeninbetriebnahme zwischen Swiss Cottage und Baker Street am 13. April 1868 statt. Die Bahnsteige lagen in einem überdachten Einschnitt, das Stationsgebäude befand sich an der Ecke Finchley Road und Queen’s Grove. Die Station wurde stets wenig genutzt. Am 1. Oktober 1929 traten stark gekürzte Öffnungszeiten in Kraft; die Station war nur noch an Wochentagen von 9:30 Uhr bis 17:00 Uhr geöffnet. Die Schließung erfolgte am 19. November 1939, um die Metropolitan Line, die damals wie heute weit ins Umland fährt, zu beschleunigen.
Der Anschluss an das U-Bahn-Netz wurde durch die Eröffnung des Stanmore-Zweigs der Bakerloo Line (heute Teil der Jubilee Line) am darauf folgenden Tag sichergestellt, mit der Station St. John’s Wood, die nur wenige Gehminuten entfernt liegt. Das Stationsgebäude wird heute von einem chinesischen Restaurant genutzt. Die Bahnsteiganlagen sind nicht mehr erhalten. Stattdessen errichtete man zwei kurze Behelfsbahnsteige, die heute als Notausstieg dienen.